# Lichtlöten
Beim Lichtlöten wird kurzwelliges Infrarot im Bereich von 1 µm Wellenlänge auf die Lötstelle fokussiert. Dazu wird die Strahlungsquelle in einem Brennpunkt eines Spiegels in Form eines offenen Rotationsellipsoids angeordnet, sodass die meisten von ihr ausgehenden Strahlen auf der Lötstelle im zweiten Brennpunkt der Ellipse fokussiert werden. Die Strahlungsenergie wird an der Oberfläche der Lotes durch Absorption in Wärme umgewandelt.
Die Strahlungsenergie kann über die Leistung der Lichtquelle, die Strahlungsdauergesteuert werden. Die Art der Fokussierung bestimmt den Arbeitsdurchmesser – der Brennfleckdurchmesser liegt je nach optischem System bei 2…3 mm.